# Gocelone
Gocelone, Gaucelme in francese, Gaucelmo in spagnolo e in portoghese, Gaucelm  in catalano (796  circa – Chalon-sur-Saône, 834), è stato un nobile franco di Gotia, conte di Rossiglione, dall’812 e d'Empúries, dall’817 sino all’832.

## Origine
Figlio del conte di Tolosa, duca di Narbona e marchese di Gotia, Guglielmo di Gellone (755-812), che era cugino di Carlo Magno, e di Guitberga d'Hornbach († 804), citata nel documento per la fondazione dell'Abbazia di Saint-Guilhem-le-Desert, del dicembre 804.

## Biografia

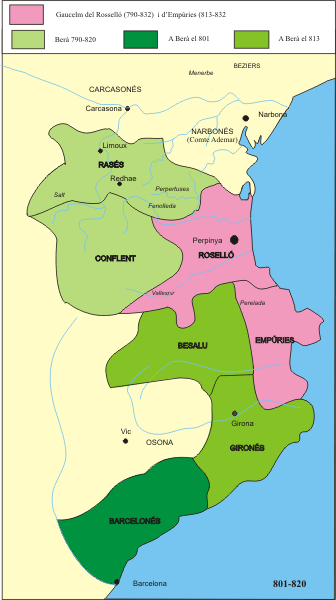
Domini di Gocelone (in rosa) e del fratellastro Berà (in verde).

La penisola iberica nell'814, con la marca di Spagna, da poco costituita

Nell'800, suo padre, che, nel 790, aveva ricevuto la contea di Tolosa, ed affidato il governo delle contee di Razès, Conflent, al suo fratellastro Berà, gli assegnò le contee di Rossiglione e d'Empúries, che continuarono a essere governate dal padre, assieme al quale compare in un documento del dicembre 804, inerente alla fondazione del monastero di Gellone.
Secondo la Ex vita Sancti Willelmi, quando il padre si ritirò in convento, lasciò l'amministrazione delle sue contee ai due figli, Gocelone e Berà.
Gocelone, dopo aver raggiunto la maggior età, si trovò così a governare la Gotia, il nucleo della futura Catalogna, assieme al fratellastro, Berà.
Il 2 aprile 812, Carlomagno rilasciò una carta in cui citava tutti i conti della marca di Spagna, "Berane, Gauscelino (Gocelone), Gisclafredo, Odilone, Ermengario, Ademaro, Leibulfo et Erlino comitibus".
Mentre Berà, figlio di Cunegonda, di origine visigota, aveva un buon rapporto con la nobiltà locale di origine gota ed era pacifista, cioè voleva mantenere buoni rapporti con al-Andalus e soprattutto, con i musulmani che vivevano al confine delle contee, Gocelone, figlio della franca Guitberga, sostenuto in questo dal fratellastro e fratello di Berà, Bernardo di Settimania, era per la guerra, cioè voleva combattere e sottrarre territori ai vicini musulmani.
La tensione tra i fratellastri arrivò a tal punto che Gocelone inviò il suo luogotenente, Sanila, all'assemblea, convocata, nel febbraio 820, ad Aquisgrana, dove formulò contro Berà l'accusa di infedeltà e tradimento; la lite fu risolta con un duello in cui Berà venne sconfitto e pertanto condannato a morte (l'imperatore, Ludovico il Pio, che aveva stima di Berà e non lo riteneva un traditore, commutò la pena in esilio, che dovette scontare nella città di Rouen, in cui morì nell'844).
Gli onori e le contee di Berà però passarono a Rampò, che non apparteneva a nessuna delle due fazioni (pacifisti e bellicisti) eccetto le contee di Razès e Conflent, che rimasero nelle mani del figlio di Berà, Guillemundus, che già le governava dall'812.
Solo, nell'826, il fratellastro Bernardo di Settimania, anche lui fautore della guerra, divenne conte di Barcellona, di Gerona, di Besalú e di Osona.
Assieme al fratellastro combatté la ribellione di Aissó a cui si era unito il nipote Guillemundus, a cui, dopo averlo sconfitto, nell'827, sottrassero le contee di Razès, Conflent.
Gocelone viene citato in un documento dell'829, in cui l'imperatore, Ludovico il Pio, conferma una proprietà ad un monastero (monasterio S. Andrea Suredensis in diocese Helenensi).
Tra l'829 e l'830, Gocelone sostituì nel governo di tutte le sue contee il fratellastro, Bernardo, che aveva dovuto lasciare Settimania e Gotia, perché chiamato alla corte di Aquisgrana a sostituire il nuovo re d'Italia, Lotario I, nella custodia del figlio minore di Ludovico il Pio, Carlo il Calvo (tutti questi onori procurarono a Bernardo parecchi nemici che non tardarono a mettere in giro la voce che fosse l'amante dell'imperatrice, Giuditta di Baviera).
Nel novembre dell'831 il figlio dell'imperatore Ludovico, il re d'Aquitania, Pipino I (797-838), pur essendone stato sconsigliato dal conte di Tolosa, Berengario il Saggio, si ribellò all'imperatore, con l'appoggio di Bernardo e Gocelone; Ludovico reagì e, con l'aiuto di Berengario, sconfisse (832) i ribelli che si dovettero presentare all'imperatore. Pipino fu imprigionato e il suo regno fu assegnato al fratellastro, Carlo il Calvo, ultimo genito dell'imperatore; Gocelone e Bernardo furono spogliati di tutti i loro possedimenti, che furono concessi a Berengario. Inizialmente Gocelone si oppose, ma poi, col suo fedele luogotenente Sunila ed il fratellastro, Bernardo, nell'833, si decise a ritornare nelle proprietà di famiglia in Burgundia, nella contea di Autun, governata dall'altro fratellastro, Teodorico IV.
Nell'834, secondo la Vita Hludowici Imperatoris, Gocelone e l'abate Adrebaldo divennero missi dominici, per conto di Ludovico il Pio, presso il figlio di quest'ultimo, Lotario I, ma quando Lotario I si ribellò contro il padre, Gocelone col fratellastro Bernardo si schierarono contro Lotario, che pose l'assedio a Chalon-sur-Saône, senza riuscire a conquistare la città; nel corso dell'assedio, però, sempre in quello stesso anno, sempre secondo la Vita Hludowici Imperatoris, Lotario, dopo averli fatti prigionieri, condannò al patibolo sia Gocelone che Sunila, ai quali fu tagliata la testa, mentre la sorellastra, la monaca Gerberga, fu annegata nel fiume Saône. La decapitazione di Gocelone, per ordine di Lotario I, nell'834, è confermata anche dalla Diplomata Ludovici Pii Imperatoris n° CLIV.

## Discendenza
Di Gocelone non si conosce né il nome della moglie né alcuna discendenza

### Fonti primarie
- (LA)  Testamento in latino di Guglielmo di Gellone.
- (LA)   Monumenta Germaniae Historica, Scriptores, tomus II, su dmgh.de, marzo 2020. URL consultato il 20 settembre 2020 (archiviato dall'url originale il 12 aprile 2013).
- (LA)  Le manuel de Dhuoda.
- (LA)  Rerum Gallicarum et Francicarum Scriptores, tomus V.

### Letteratura storiografica
- René Poupardin, Ludovico il Pio, in «Storia del mondo medievale», vol. II, 1999, pp. 558–582
- René Poupardin, I regni carolingi (840-918), in «Storia del mondo medievale», vol. II, 1999, pp. 583–635
- (ES) Cronicas Carolingias: La Marca Hispano-Catalana, su biblioteca-tercer-milenio.com. URL consultato il 1º febbraio 2010 (archiviato dall'url originale il 5 gennaio 2009).
- (EN) The Development of Southern French and Catalan Society, 718-1050, su libro.uca.edu.